# Thanh Tú, Nam Ninh
Thanh Tú (chữ Hán giản thể: 青秀区, bính âm: Qīngxiù Qū, Hán Việt:  Thanh Tú khu) là một quận tại thành phố Nam Ninh, khu tự trị dân tộc Choang, Quảng Tây, Cộng hòa Nhân dân Trung Hoa. Tháng 3 năm 2005, quận Tân Thành được đổi thành quận Thanh Tú. Quận này có diện tích 872 km², dân số năm 2003 là 525.000 người. 

## Hành chính
Quận này được chia thành các đơn vị hành chính gồm:
- 5 nhai đạo: Trung Sơn, Kiến Chính, Nam Hồ, Tân Trúc, Tân Đầu.
- 4 trấn: Trường Đường, Linh Li, Lưu Vu, Nam Dương.